# Skylab B
Skylab B era una propuesta para una segunda estación espacial EEUU similar a Skylab que estaba planeada para ser lanzada por la NASA con diferentes propósitos, principalmente relacionados con el proyecto de prueba Apollo–Soyuz , pero fue cancelada debido a la falta de financiamiento. Dos módulos de Skylab fueron construidos en 1970 por McDonnell Douglas para el programa Skylab, originalmente el  programa de aplicaciones Apollo. El primero fue lanzado en 1973 y el otro fue puesto en almacenamiento, mientras la NASA consideraba cómo usar los activos restantes del programa Apollo.
Una opción considerada fue utilizar el Saturn V SA-515 para lanzar la estación de respaldo de Skylab al espacio en algún momento entre enero de 1975 y abril de 1976. De esta manera, podría ampliar la misión Apollo–Soyuz de 56 a 90 días.
Se hicieron propuestas adicionales para un Skylab Internacional, lanzado utilizando el Saturn V SA-514. Esta estación habría sido atendida por las misiones Apollo, Soyuz y posteriormente por el Transbordador Espcial. La visión de estación espacial internacional no se realizaría hasta dos décadas más tarde.

## Usos potenciales
Algunos usos considerados para el segundo módulo de Skylab incluían ponerlo en modo de rotación donde podría generar gravedad artificial, así como un plan para celebrar el Bicentenario de los Estados Unidos 1976 con el lanzamiento de dos misiones soviéticas Soyuz hacia el Skylab de respaldo. 
En preparación para el Proyecto de Prueba Apollo–Soyuz, McDonnell Douglas propuso una estación masiva combinando una estación Salyut con Skylab B. Esto se lograría lanzando un Apolo con un adaptador de acomplamientor adaptador de acoplamiento múltiple con 4 puertos de acoplamiento para poder acoplar ambas estaciones y vehículos de servicio (Soyuz y Apolo). La misión conjunta entre Estados Unidos y la URSS posiblemente se habría llamado International Skylab. Se habrían tenido que hacer modificaciones al Skylab B para soportar una atmósfera mixta de oxígeno y nitrógeno para que coincidiera con la atmósfera de la Salyut, o se habría necesitado instalar una esclusa de aire para permitir el paso entre la atmósfera mixta del segmento soviético y el ambiente de oxígeno puro del segmento estadounidense.
Para misiones futuras, la estación, que en ese momento se habría llamado Advanced Skylab, podría haber sido expandida por el Transbordador Espacial, que estaba programado para entrar en servicio en 1979. En ese momento (1973), cuando se discutió la idea, la NASA aún tenía dos lanzadores Saturn V (SA-514 y SA-515), tres cohetes Saturn IB (SA-209, SA-210, SA-211), la estación espacial de respaldo Skylab (Skylab B), tres módulos de mando y servicio Apollo CSMs (CSM-117, CSM-118 y CSM-119) y dos  modulos lunares almacenados (LM-13, LM-14).
Sin embargo, después de que se lanzara el primer Skylab en mayo de 1973, se canceló el plan para el Skylab B y la nave espacial Apollo/Soyuz tuvo que utilizar el Módulo de Acoplamiento lanzado en el Apollo-Saturn IB para realizar experimentos en el espacio. Después de que terminara el Proyecto Apollo y mientras la NASA se movía hacia el desarrollo del Transbordador Espacial, el hardware restante de Apollo fue donado a museos en 1976.

## Posible tripulación
En ese momento, se esperaba que la tripulación inicial fuera la misma que había servido como reserva para Skylab 3 y Skylab 4, y que había sido mantenida en reserva para la misión de rescate de Skylab (excepto el piloto científico).
| Puesto            | Astronauta                  | Astronauta                  |
| ----------------- | --------------------------- | --------------------------- |
| Comandante        | Vance D. Brand Primer vuelo | Vance D. Brand Primer vuelo |
| Piloto Científico | William Lenoir Primer vuelo | William Lenoir Primer vuelo |
| Piloto            | Don L. Lind Primer vuelo    | Don L. Lind Primer vuelo    |

## Hardware existente

### Apolo CSM
El Módulo de Mando y Servicio Apollo CSM-119 fue originalmente utilizado para la misión de rescate de Skylab. Actualmente está en exhibición en el Centro Espacial Kennedy.

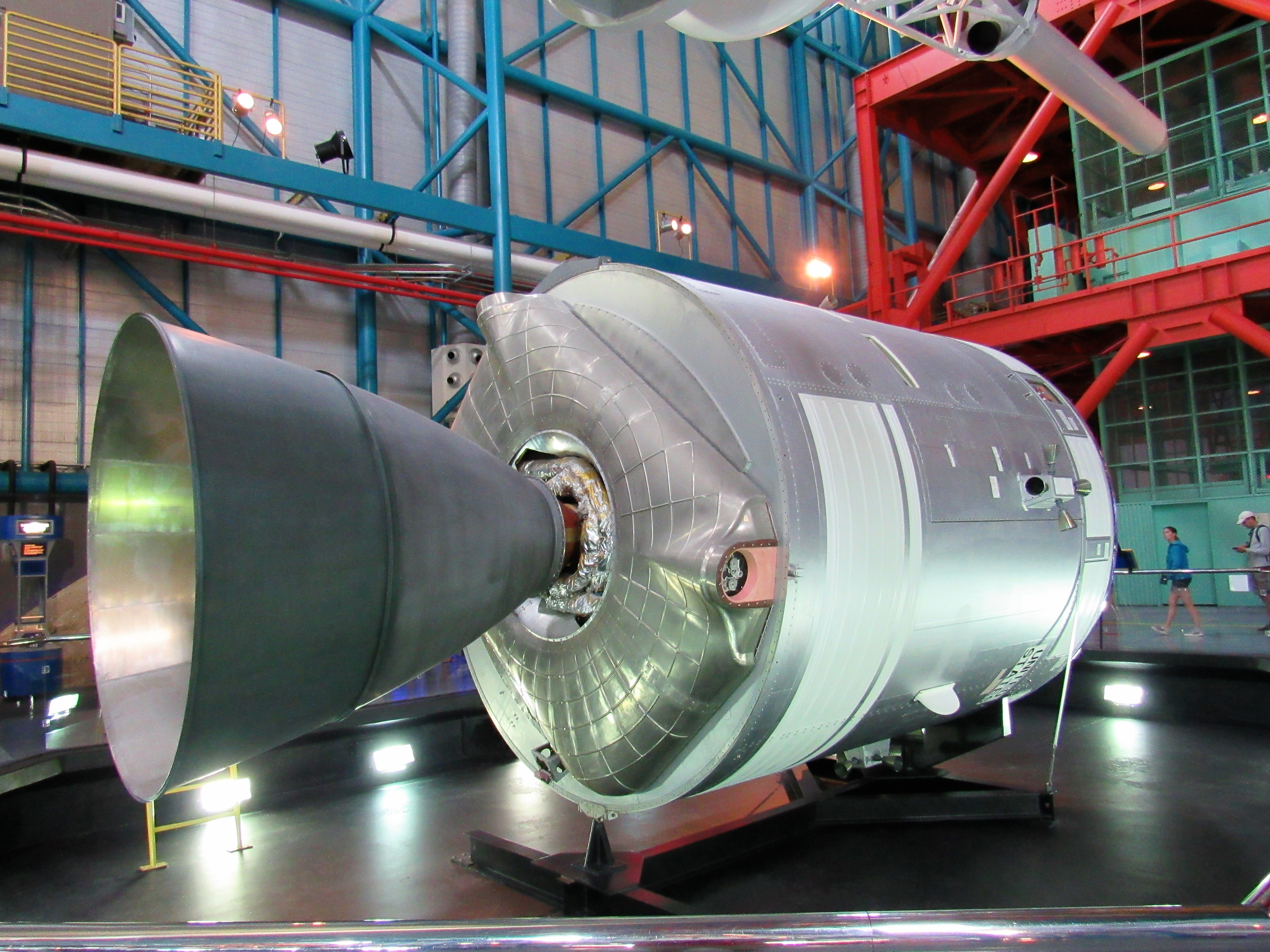
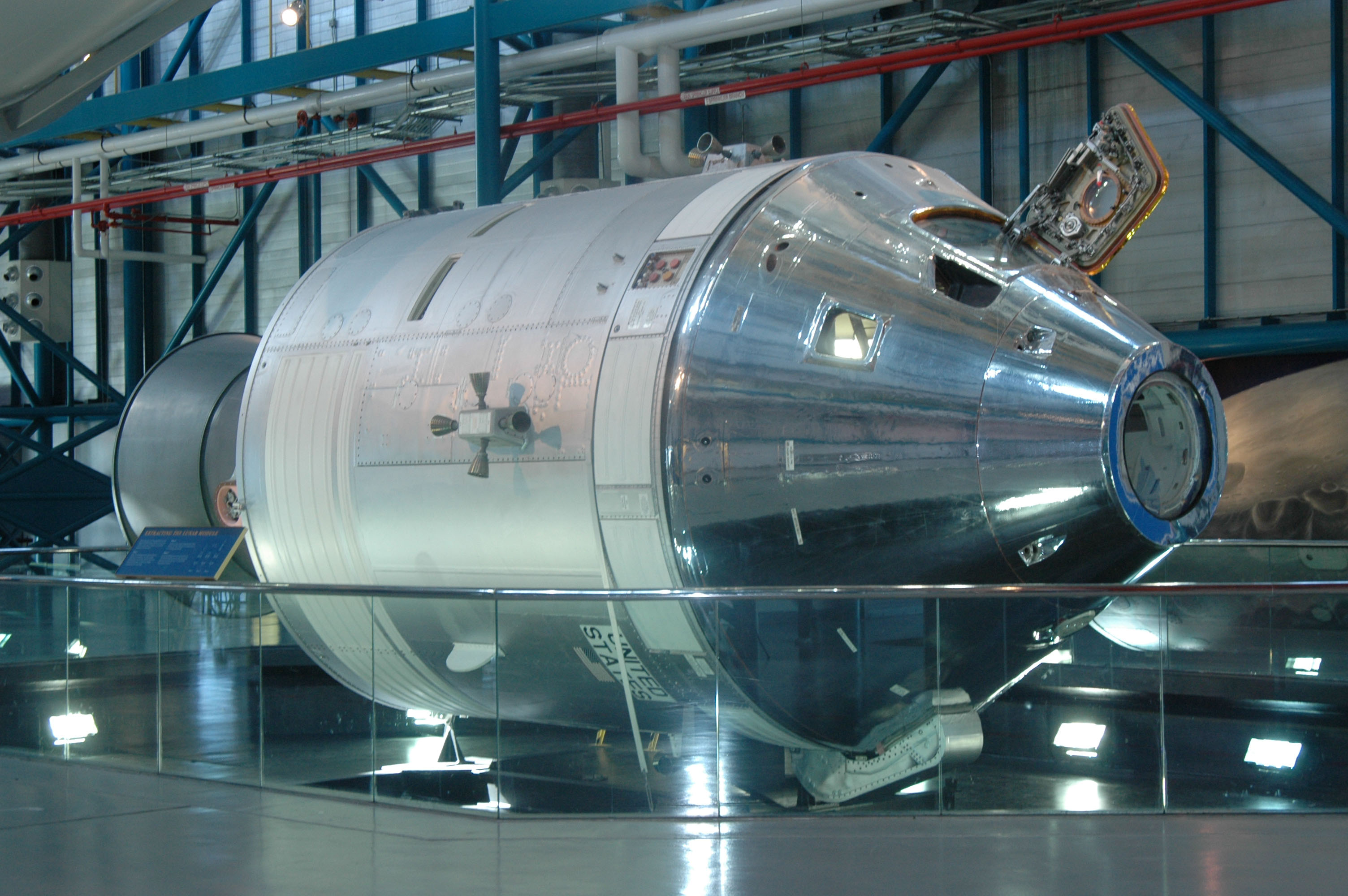
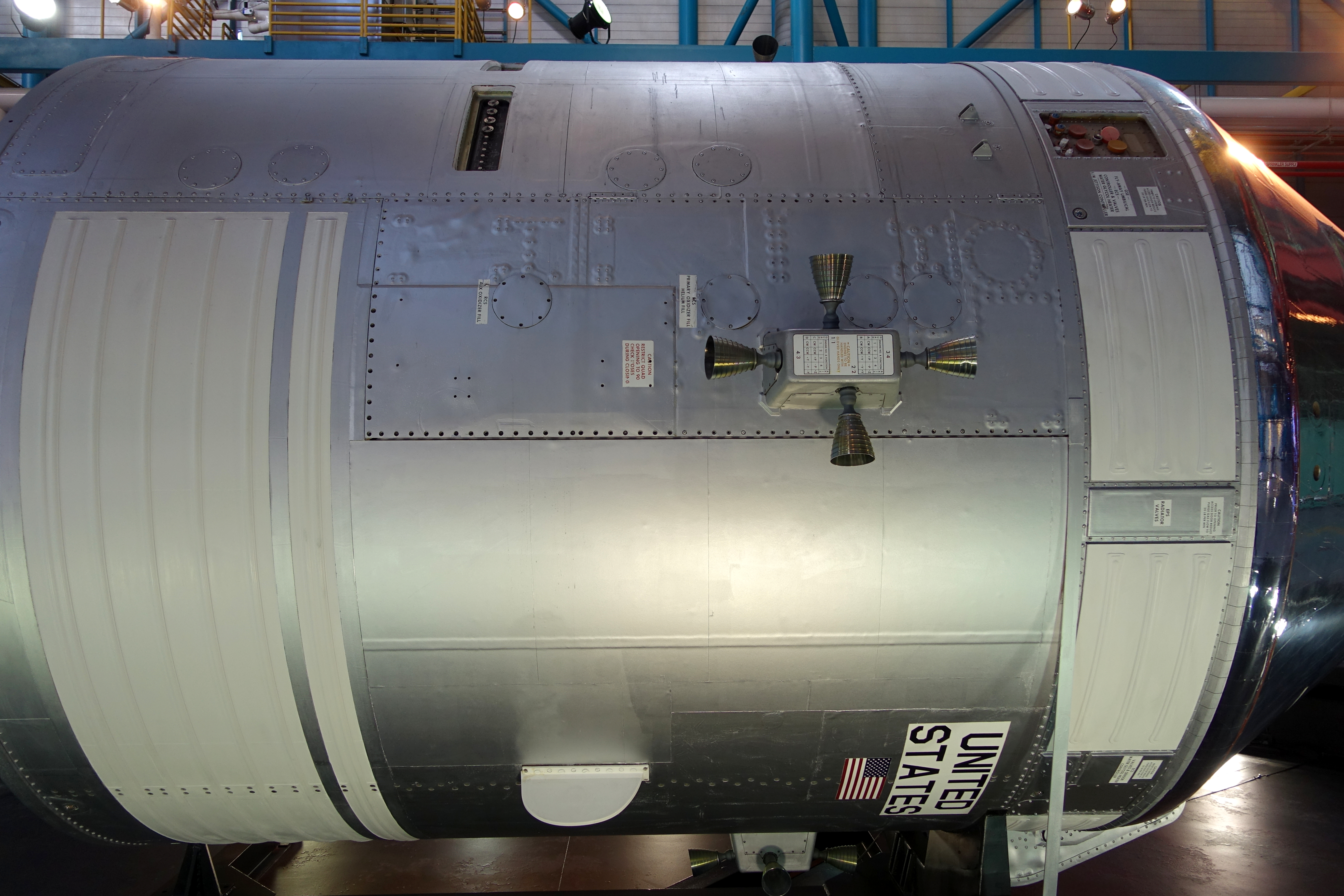
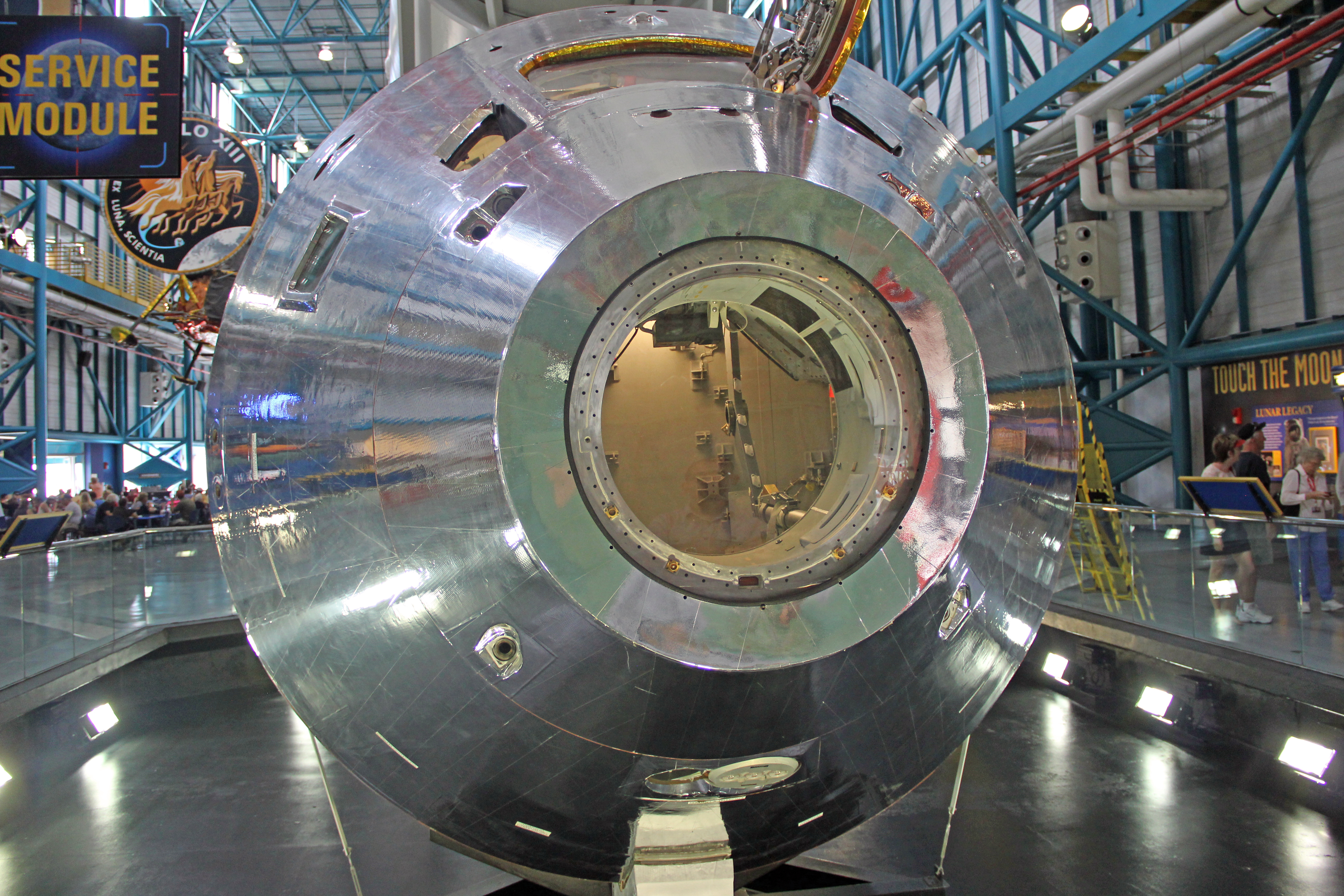

### Saturno IB
El Saturno IB SA-209 fue originalmente utilizado para la misión de rescate de Skylab. Por otro lado, el Saturno IB SA-211 permaneció sin utilizar.

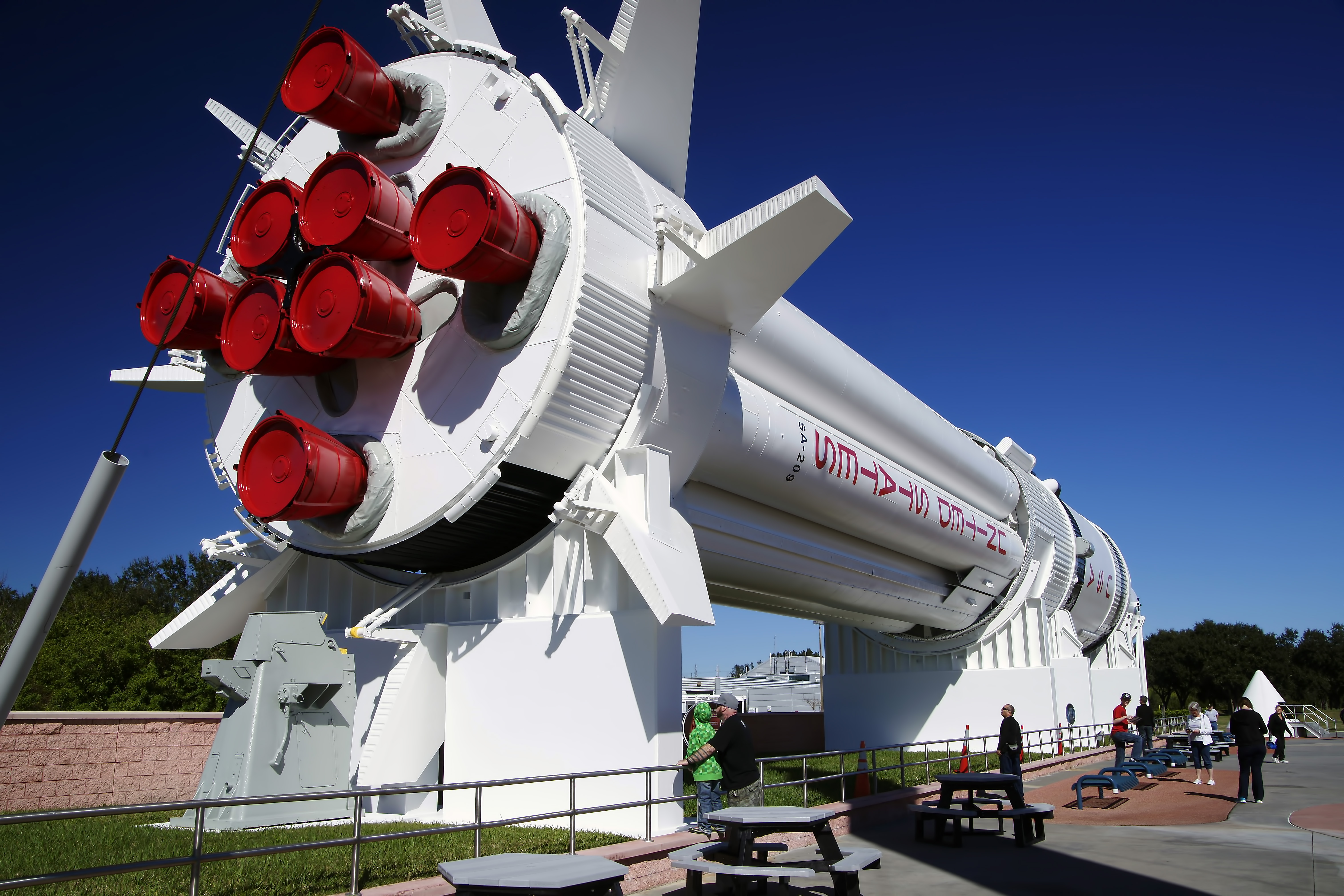
Saturno IB (SA-209) en elComplejo de Visitantes del Centro Espacial Kennedy.
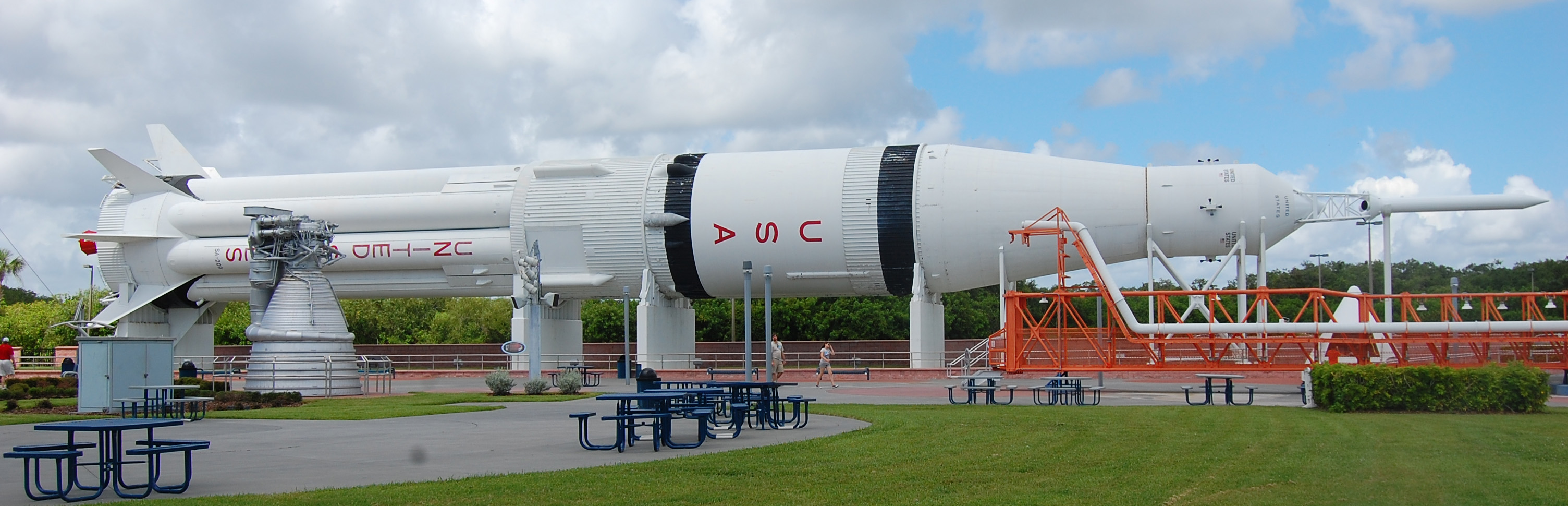
Vista lateral de Saturno IB (SA-209).
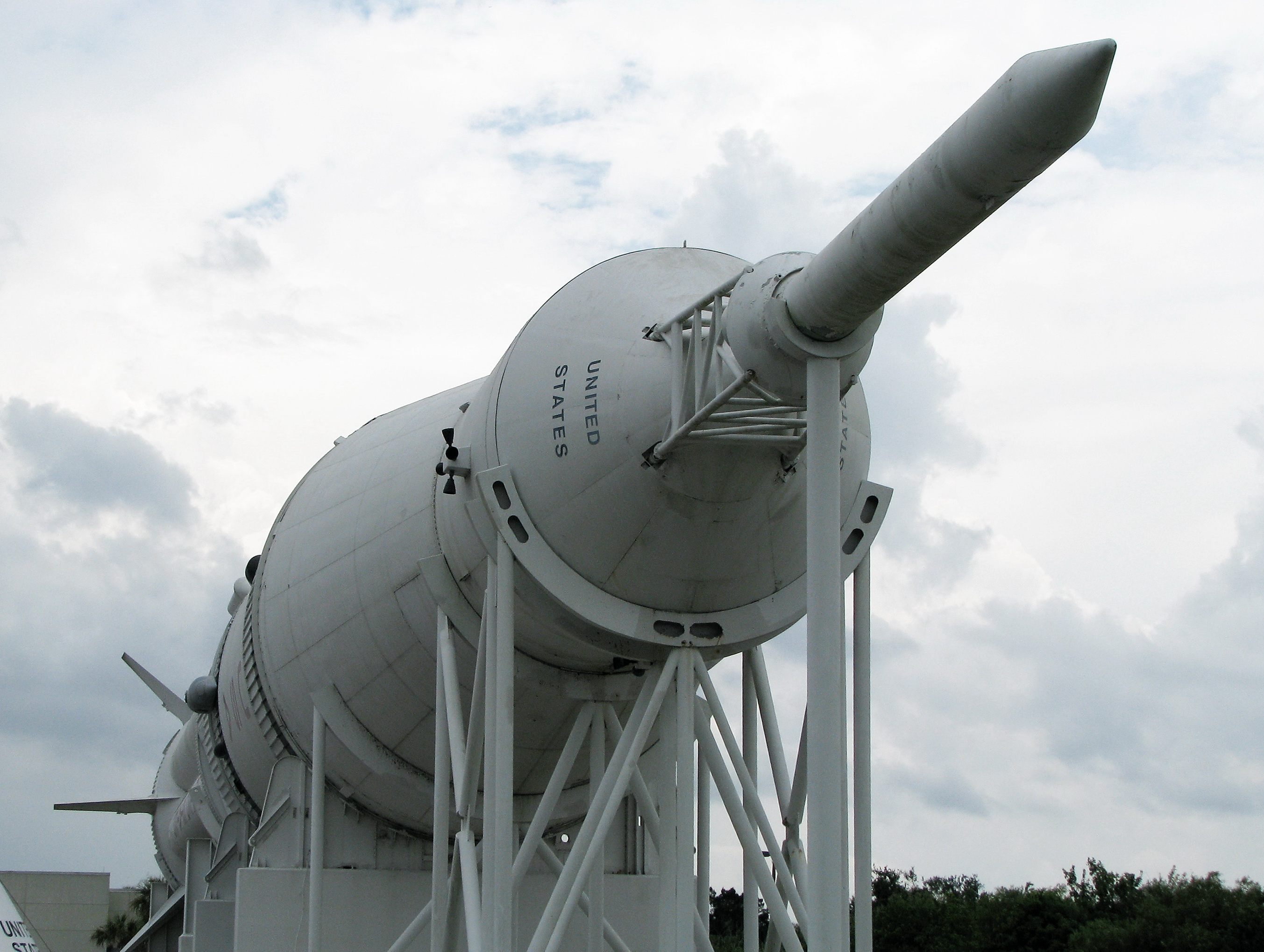
Vista frontal de Saturno IB (SA-209).
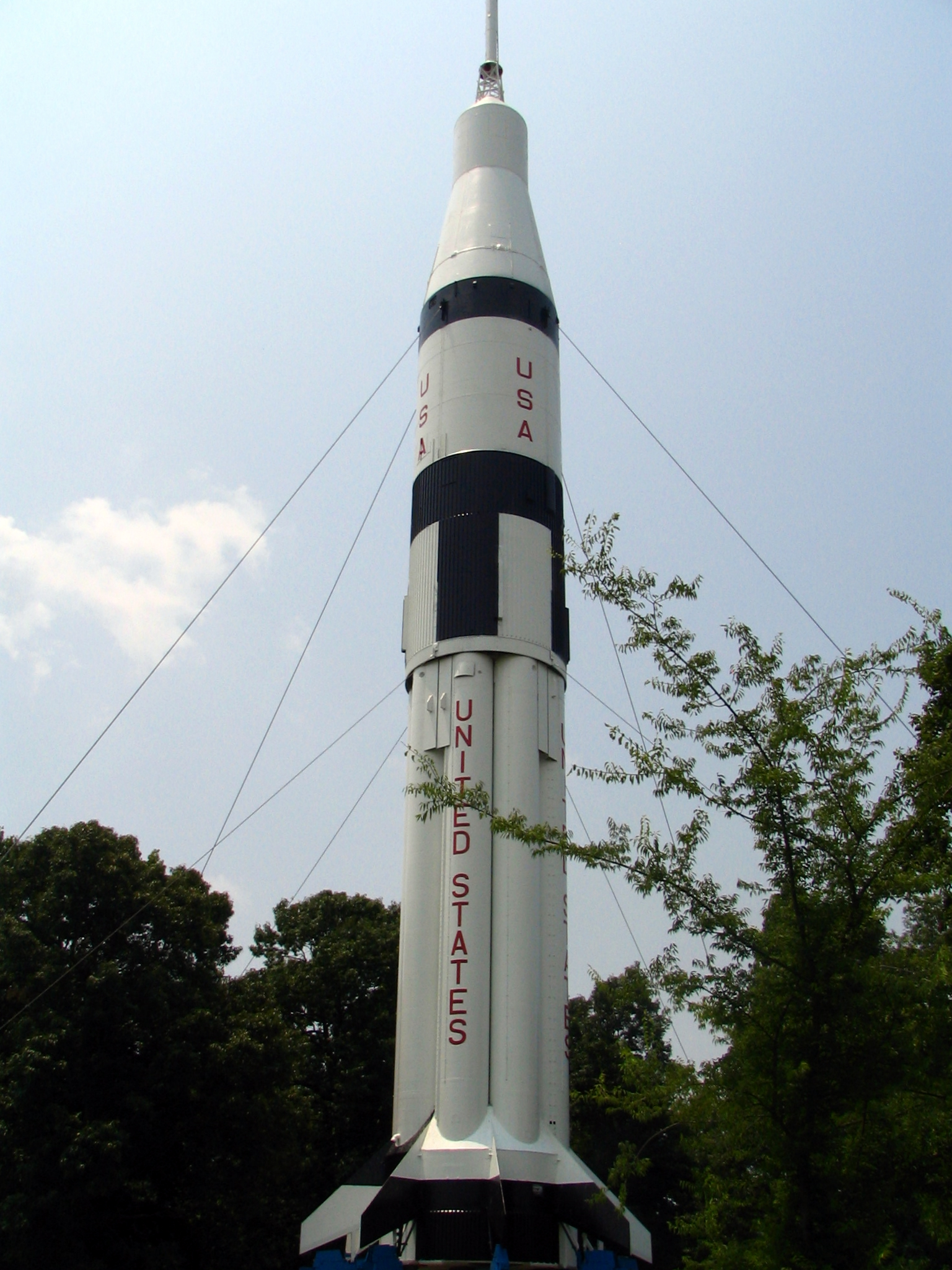
Saturno IB (SA-211) en el Centro de bienvenida de Ardmore

### Saturno V
El Saturno V SA-514 fue originalmente designado para el cancelado Apolo 19. Se propuso para lanzar un Skylab Internacional. Esta estación habría sido atendida por misiones Apolo, Soyuz y más tarde por el Transbordador Espacial.
- La primera etapa (S-IC-14) está en exhibición en el Centro Espacial Johnson, mientras que la segunda y tercera etapas (S-II-14, S-IVB-514) están en exhibición en el Centro Espacial Kennedy.
- La interetapaS-II se encuentra en el Parque de las Ciencias en Bayamón,Bayamón, Puerto Rico (visible en imágenes de satélite en 18°24′39″N 66°09′36″O / 18.410863, -66.160027).[8][9]

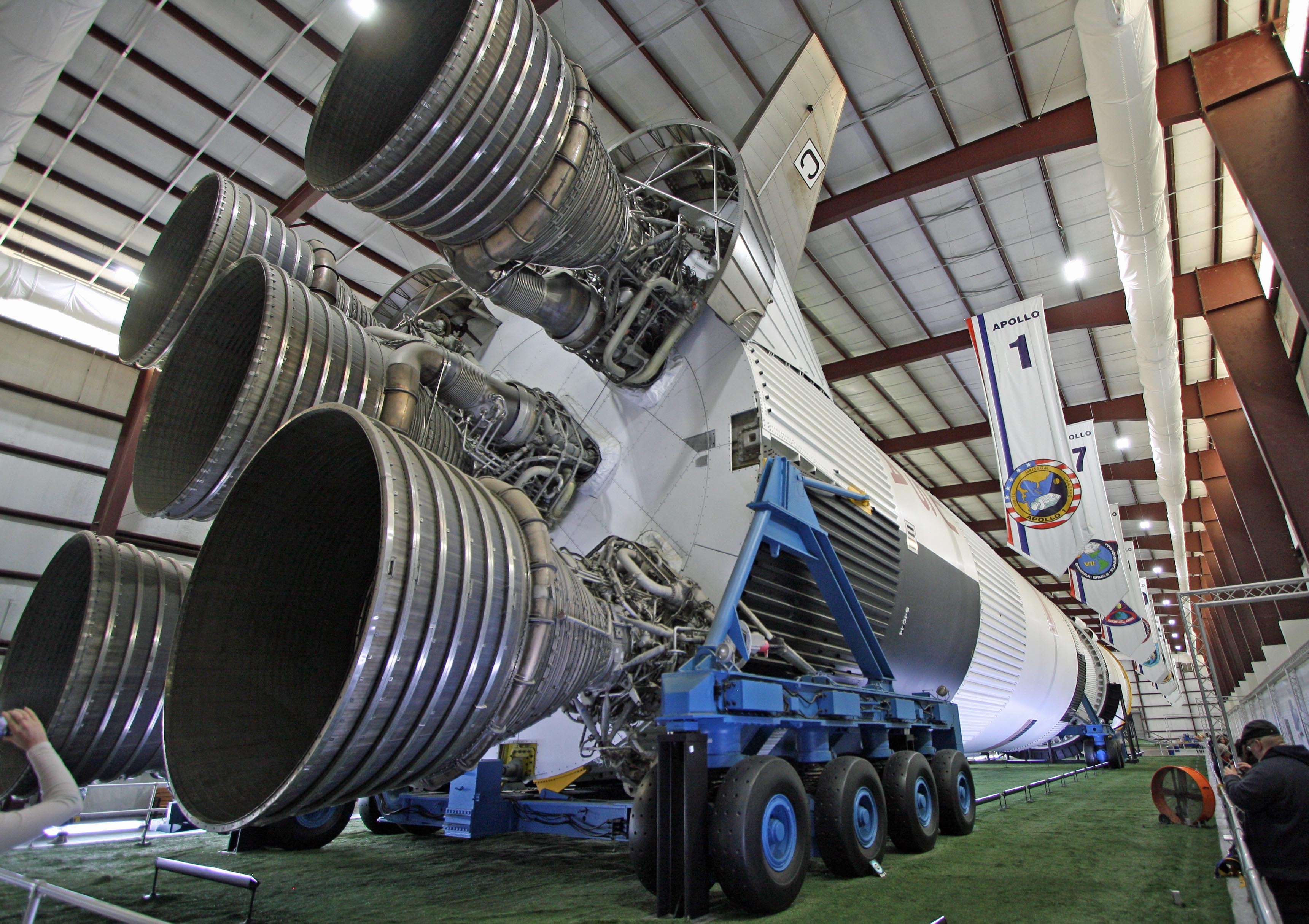
S-IC-14 en exhibición en el Centro Espacial Johnson.
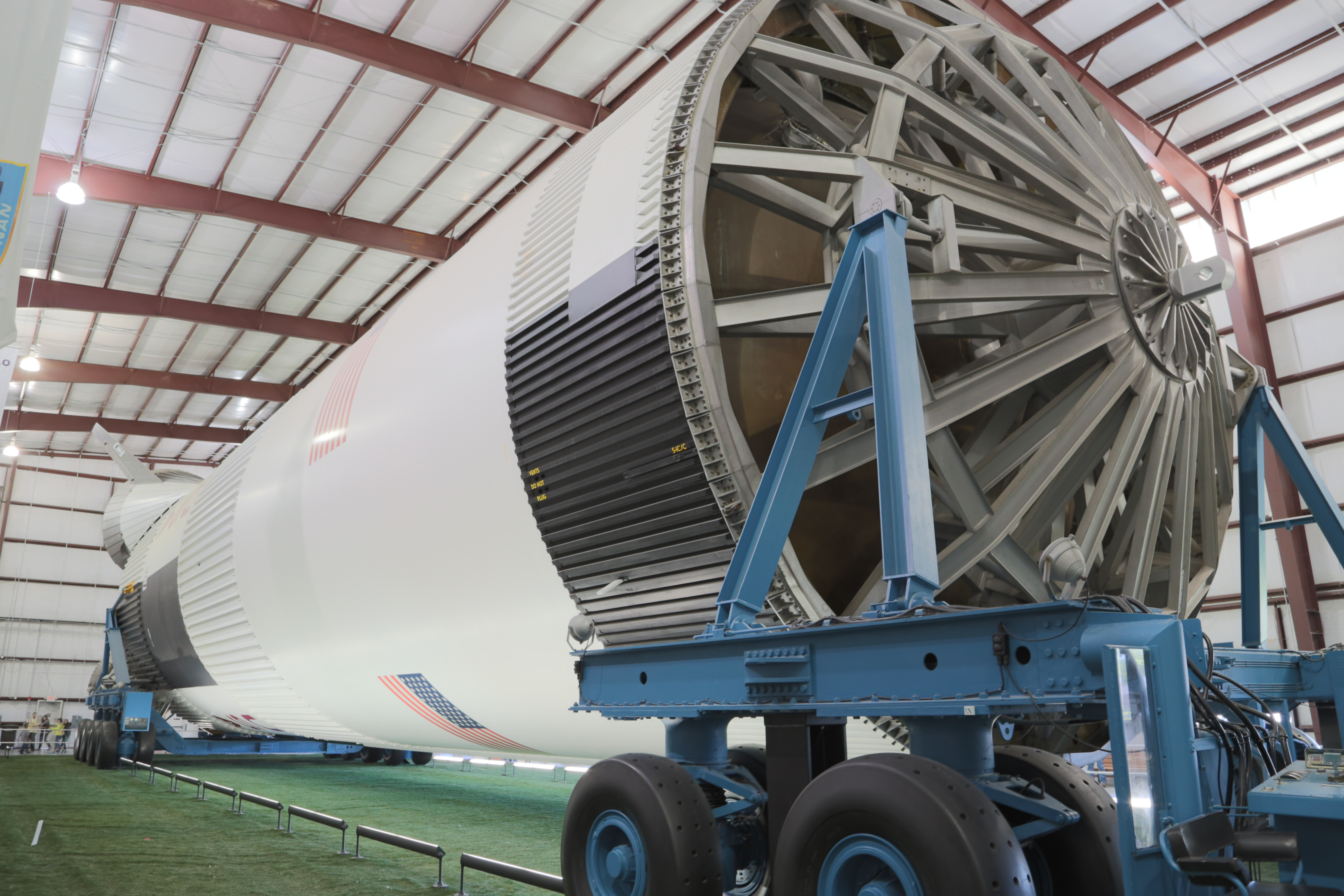
S-IC-14 en exhibición en el Centro Espacial Johnson.
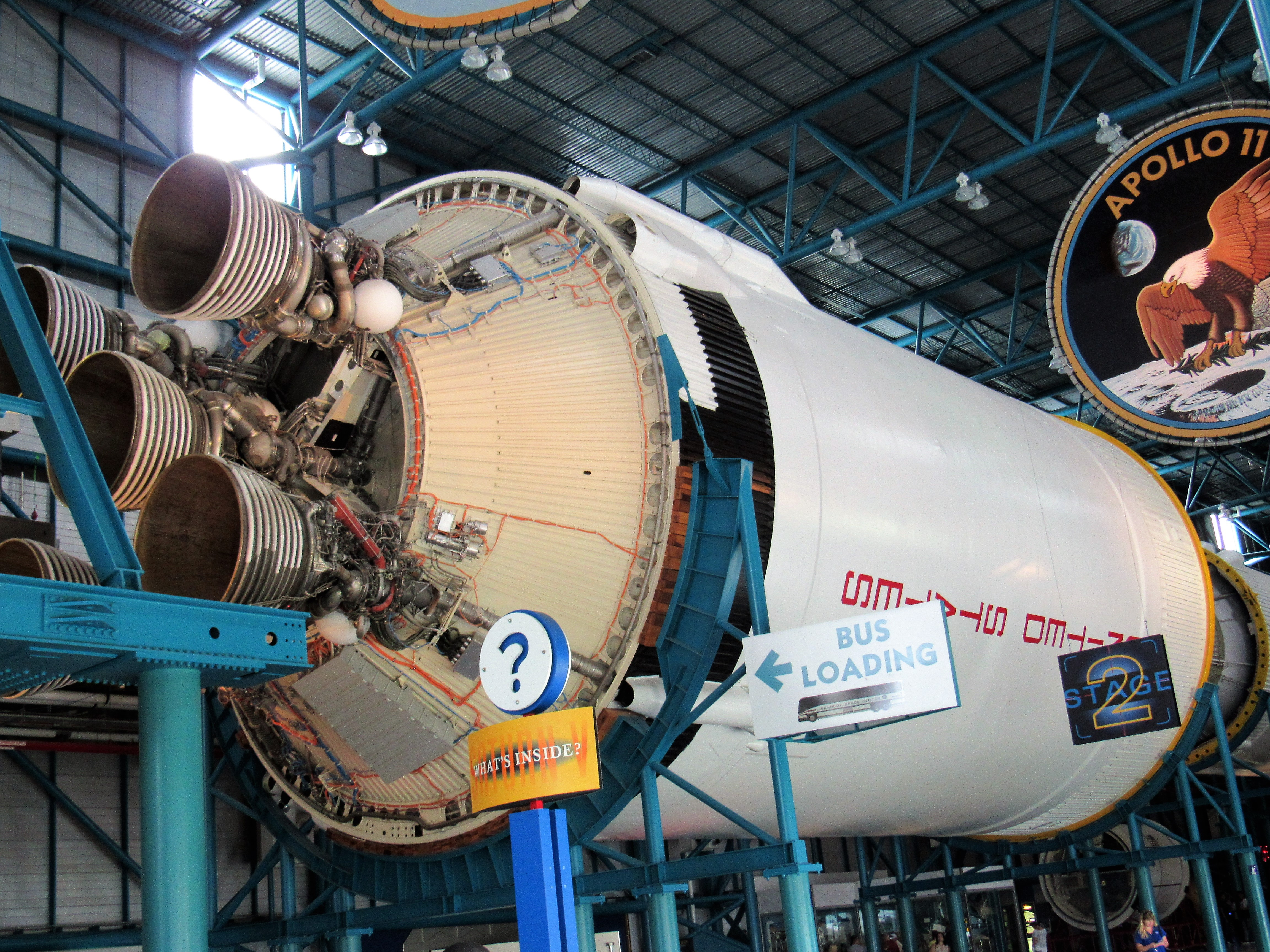
T-II-14 en exhibición en el Centro Espacial Kennedy.
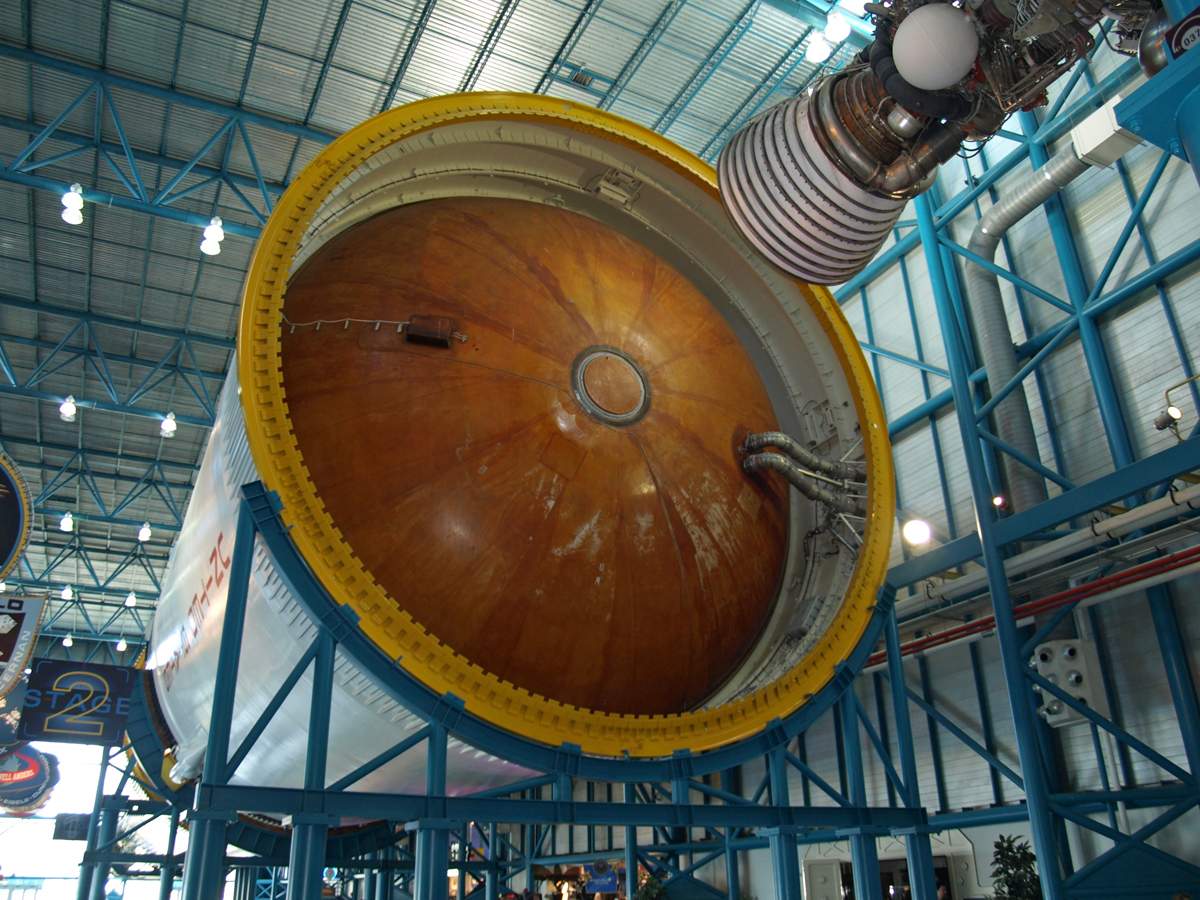
T-II-14 en exhibición en el Centro Espacial Kennedy.
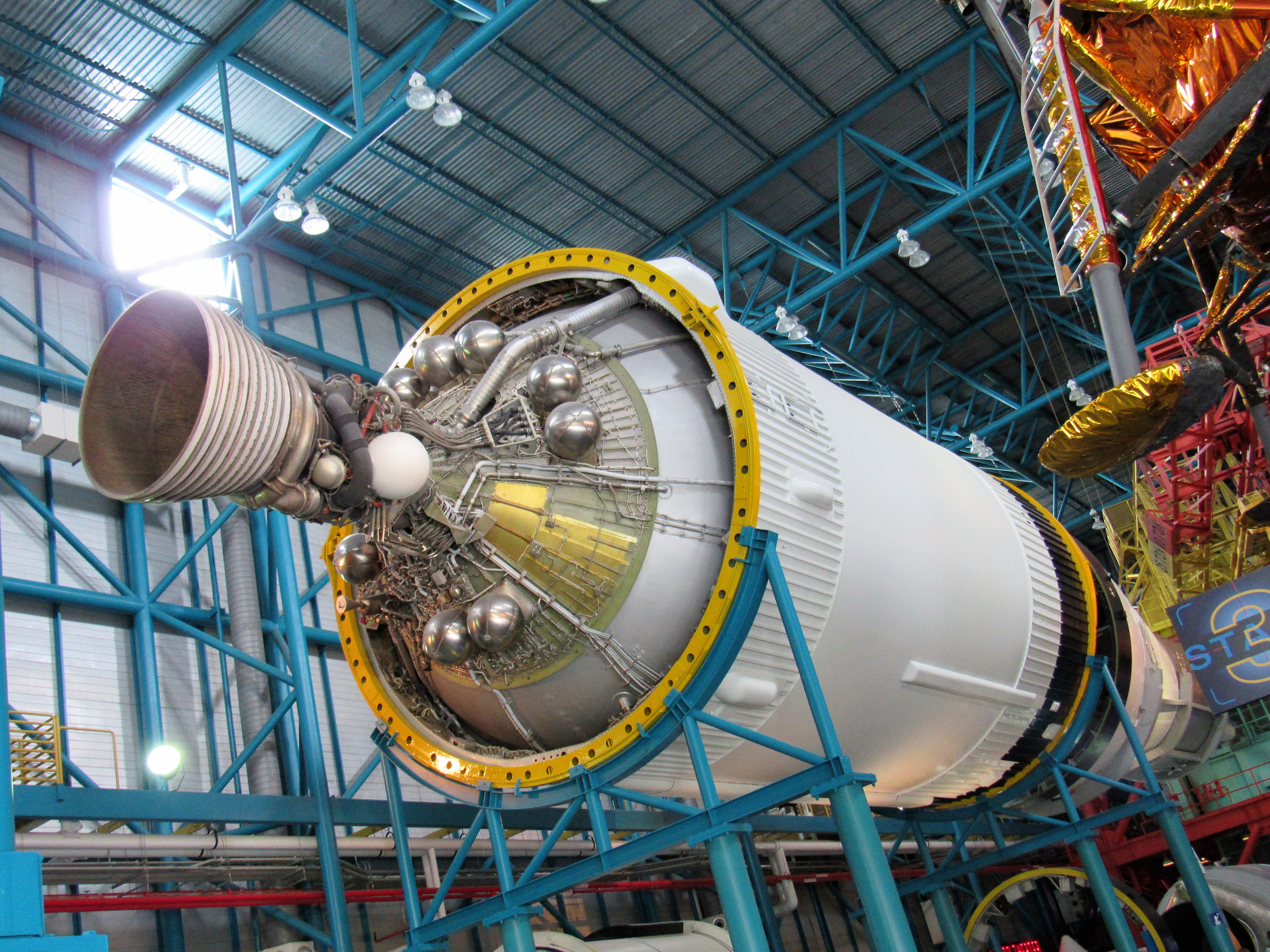
S-IVB-514 en exhibición en el Centro Espacial Kennedy.
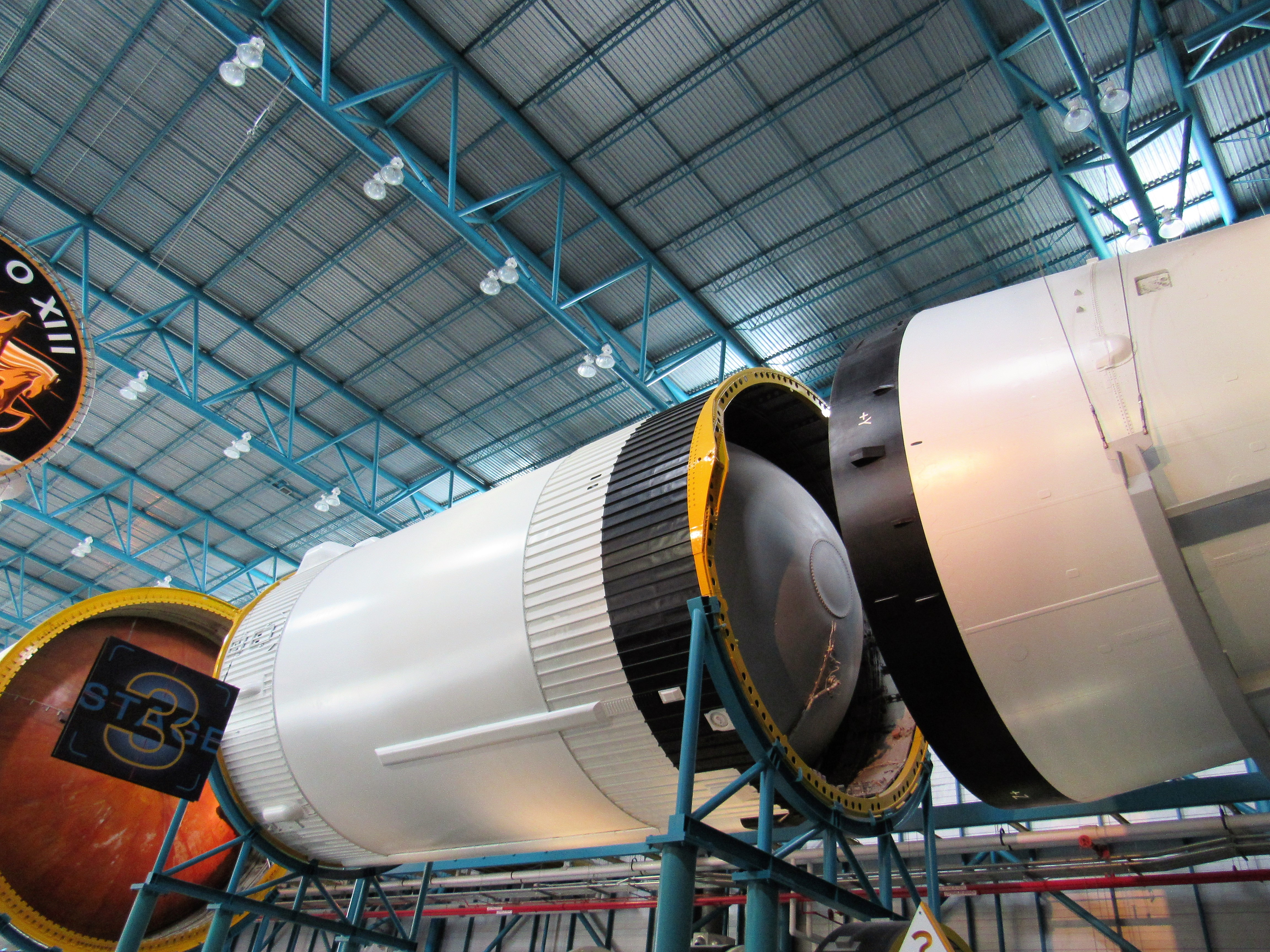
S-IVB-514 en exhibición en el Centro Espacial Kennedy.

El Saturno V SA-515 fue originalmente designado para el Apolo 20, y más tarde para lanzar la estación de respaldo de Skylab al espacio en algún momento entre enero de 1975 y abril de 1976. De esta manera, podría expandir la misión Apolo–Soyuz de 56 a 90 días.
- La primera etapa (S-IC-15) estuvo en exhibición en la instalación de ensamblaje de Michoud hasta junio de 2016. Luego fue trasladada al Infinity Science Center en Pearlington MS.
- La segunda etapa (S-II-15) está en exhibición en el Centro Espacial Johnson.
- La tercera etapa (S-IVB-515) es el Taller Orbital Skylab B en exhibición en el Museo Nacional del Aire y Espacio. En exhibición en el Salón del Espacio del Museo desde 1976, el taller orbital ha sido ligeramente modificado para permitir a los visitantes caminar por los espacios habitables.[11][12]

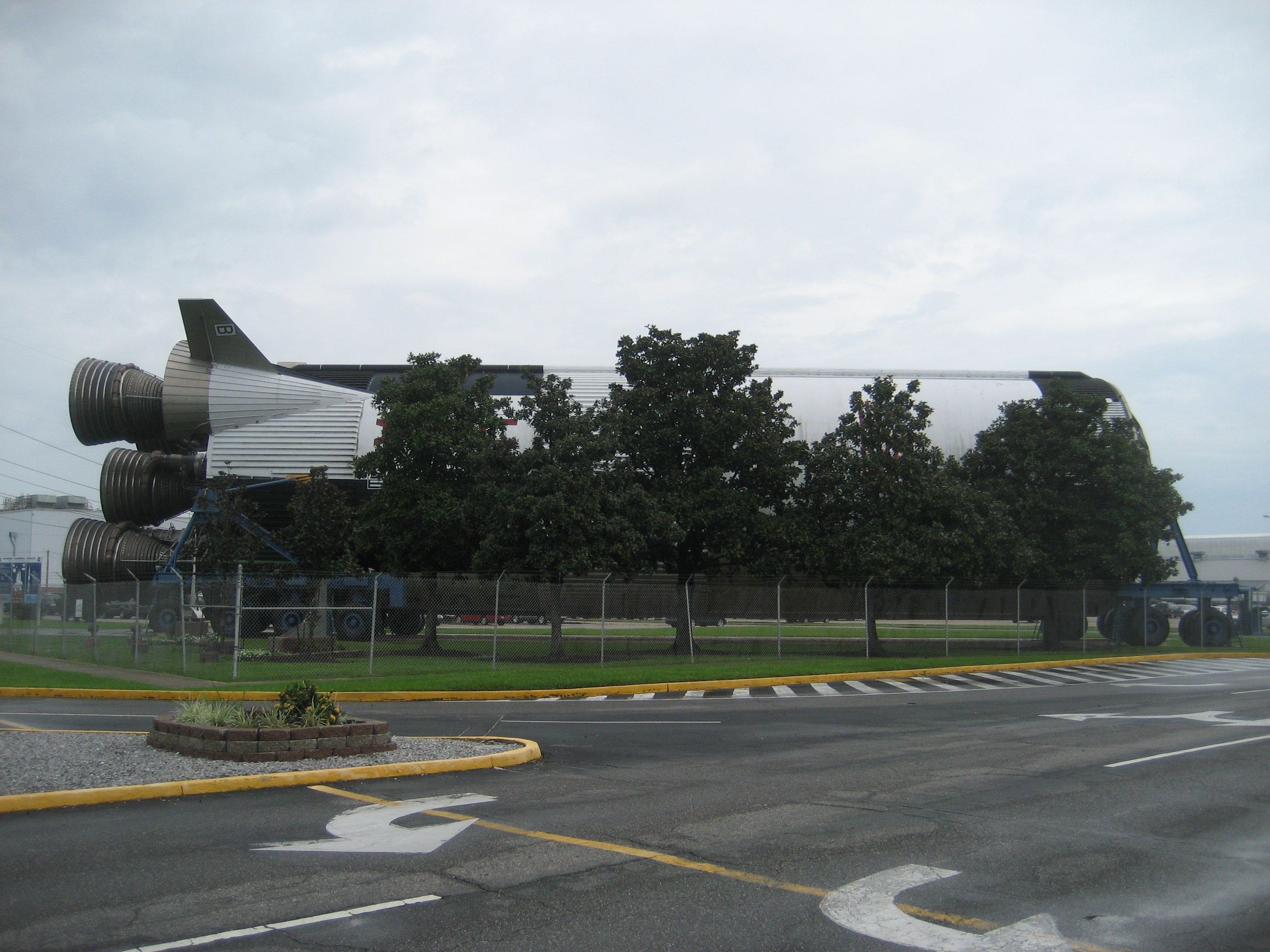
S-IC-15 en exhibición en las instalaciones de ensamblaje de Michoud.
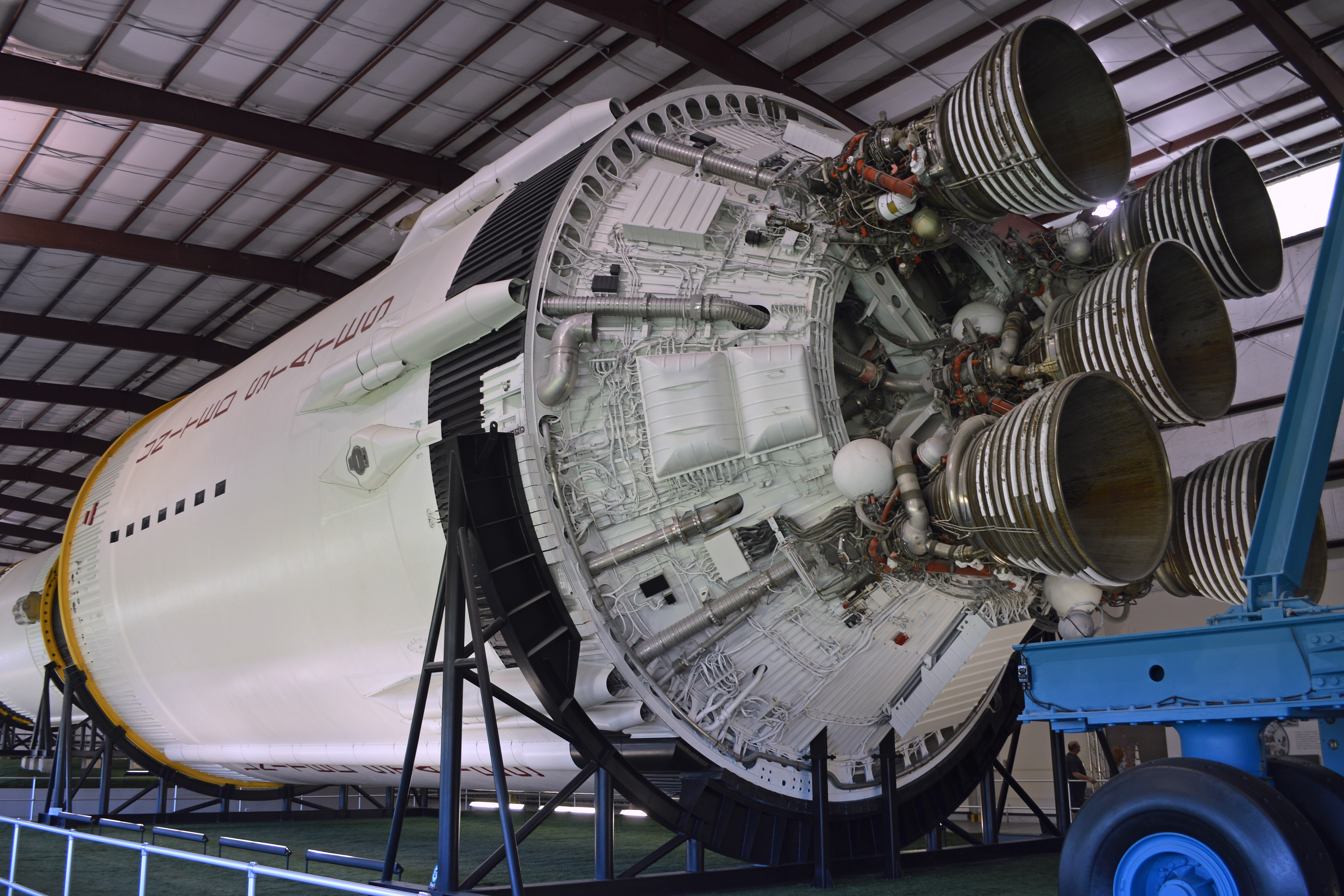
T-II-15 en exhibición enel Centro Espacial Johnson.
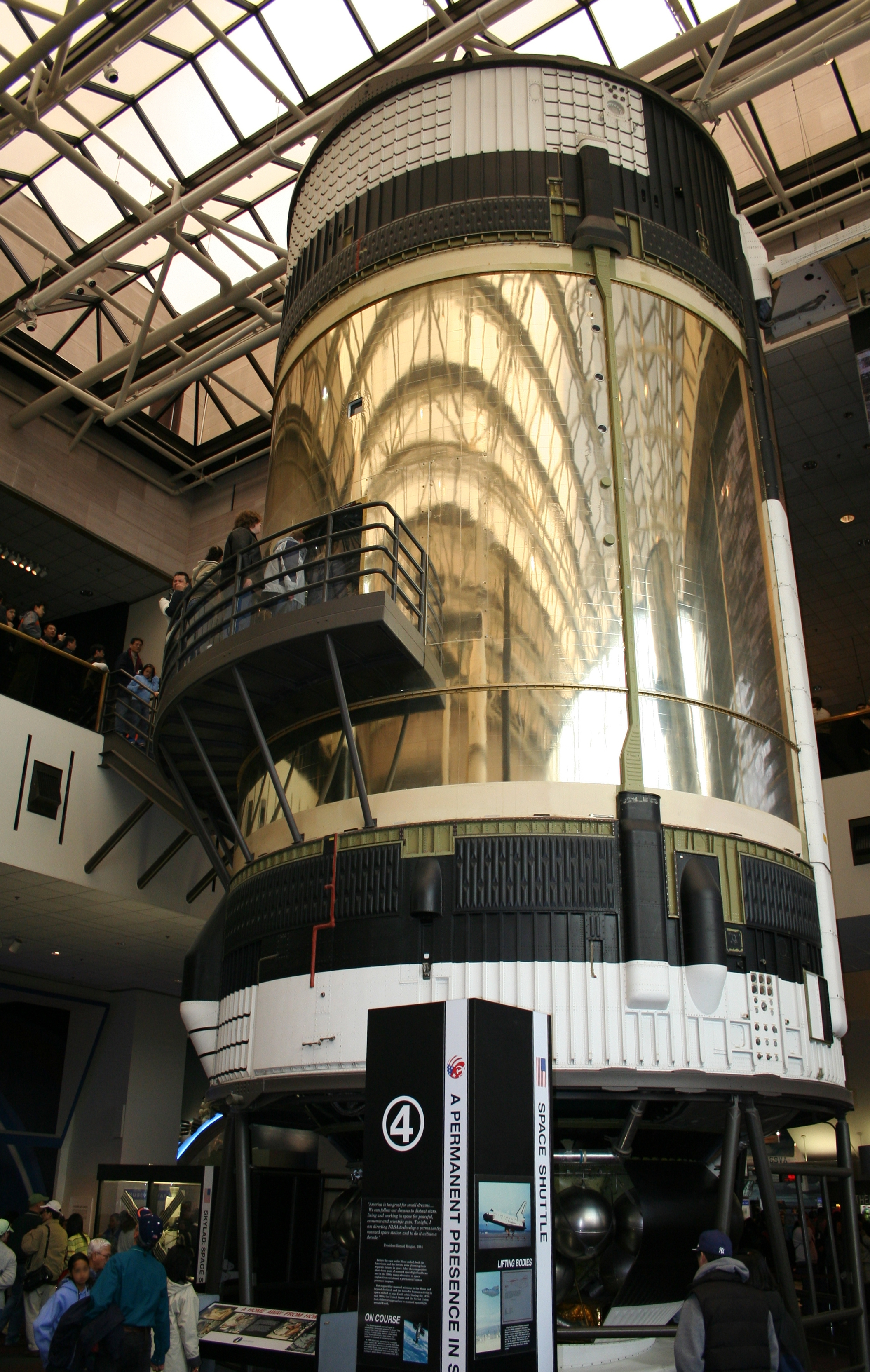
Skylab B orbital más alto (S-IVB-515) en el Museo Nacional del Aire y el Espacio
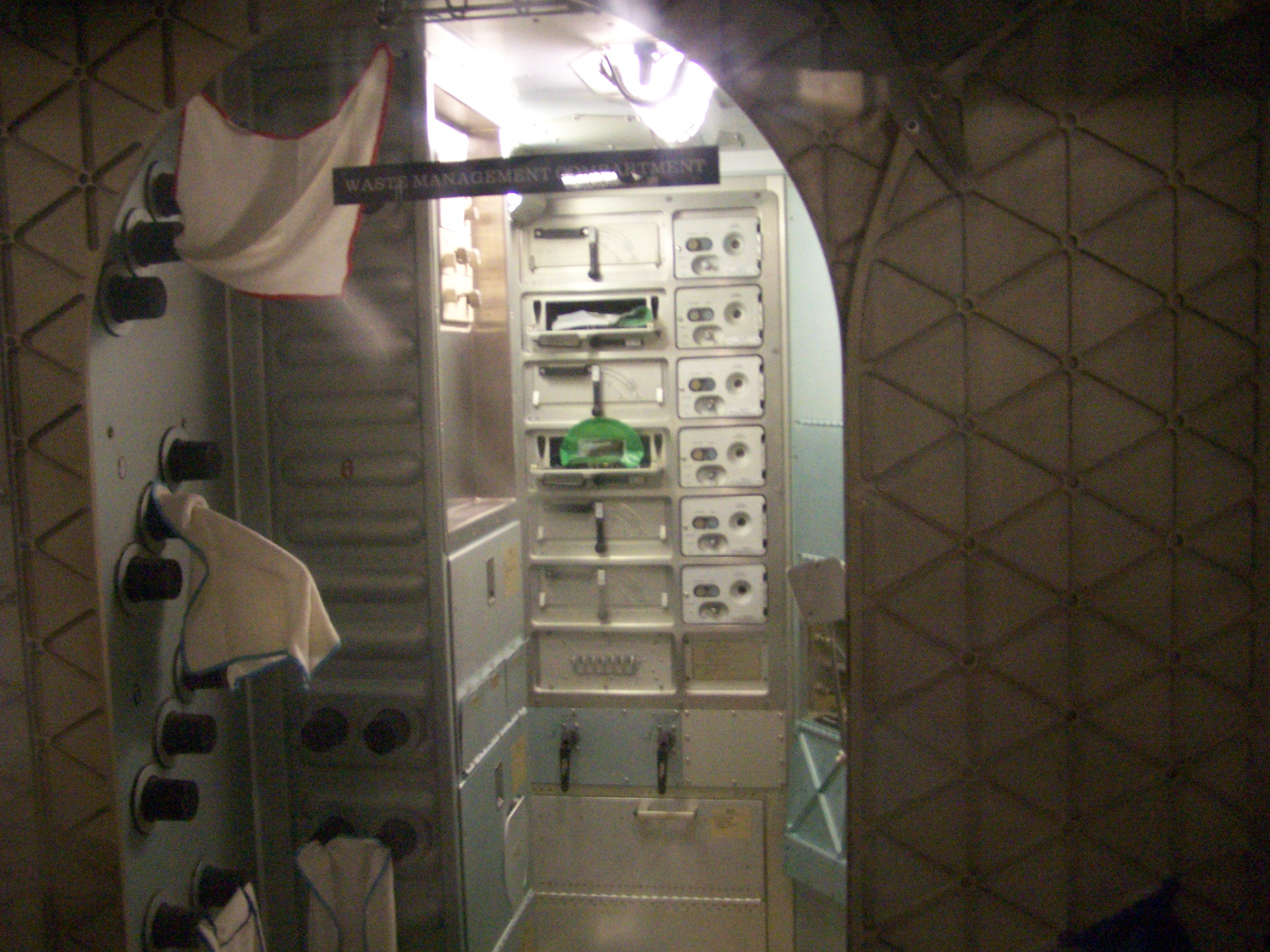
Las instalaciones de gestión de residuos del Skylab B (S-IVB-515) del Museo Nacional del Aire y el Espacio.
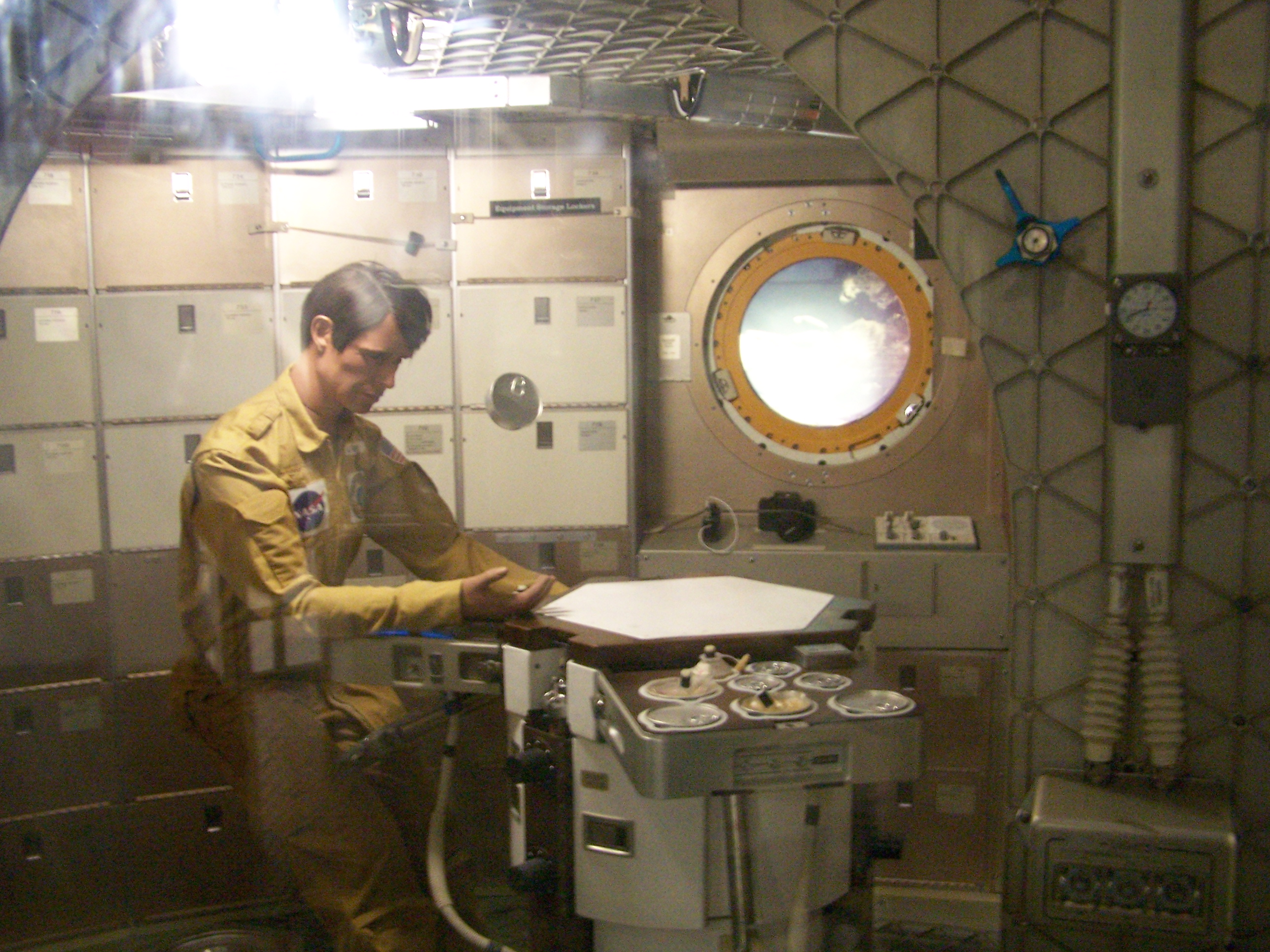
Un astronauta maniquí modelo cenando a bordo del Skylab B (S-IVB-515).

### Módulo de esclusa de aire
Un módulo de esclusa está en exhibición en el Museo del Espacio y la Aviación Evergreen. La escotilla EVA es en realidad una escotilla Gemini reutilizada, utilizada como una forma de mostrar al público que se estaban reduciendo los costos de desarrollo al reutilizar hardware antiguo.

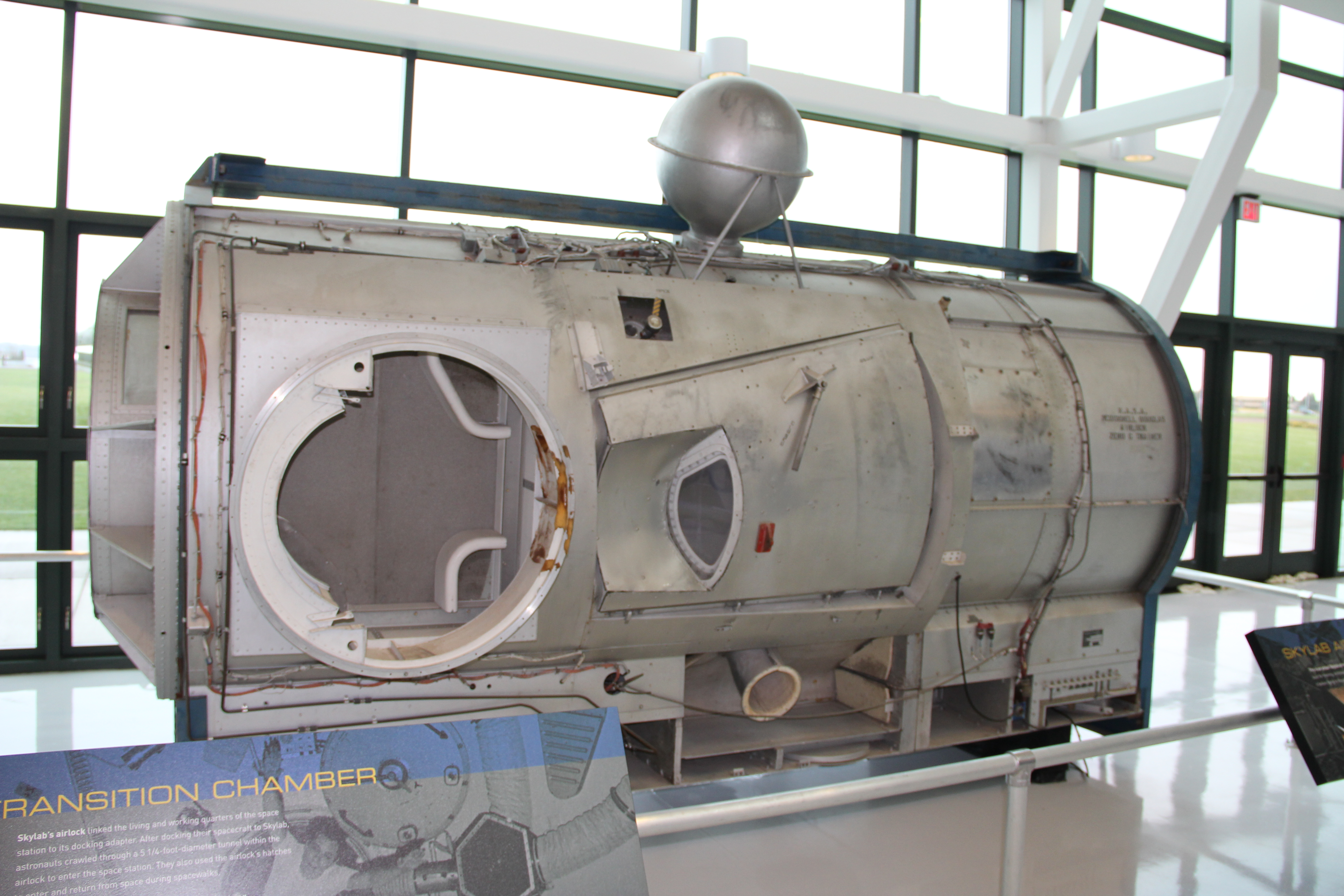
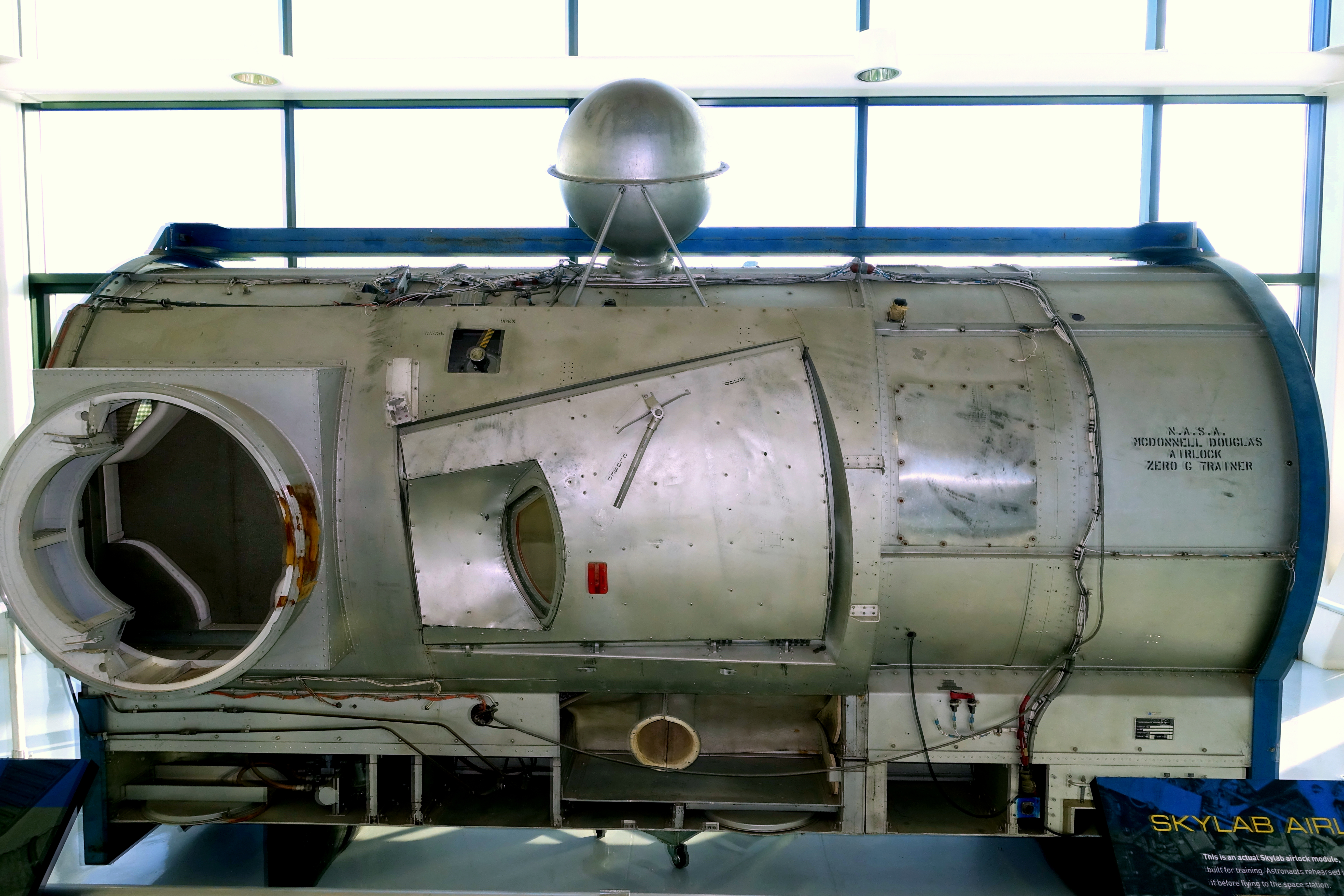
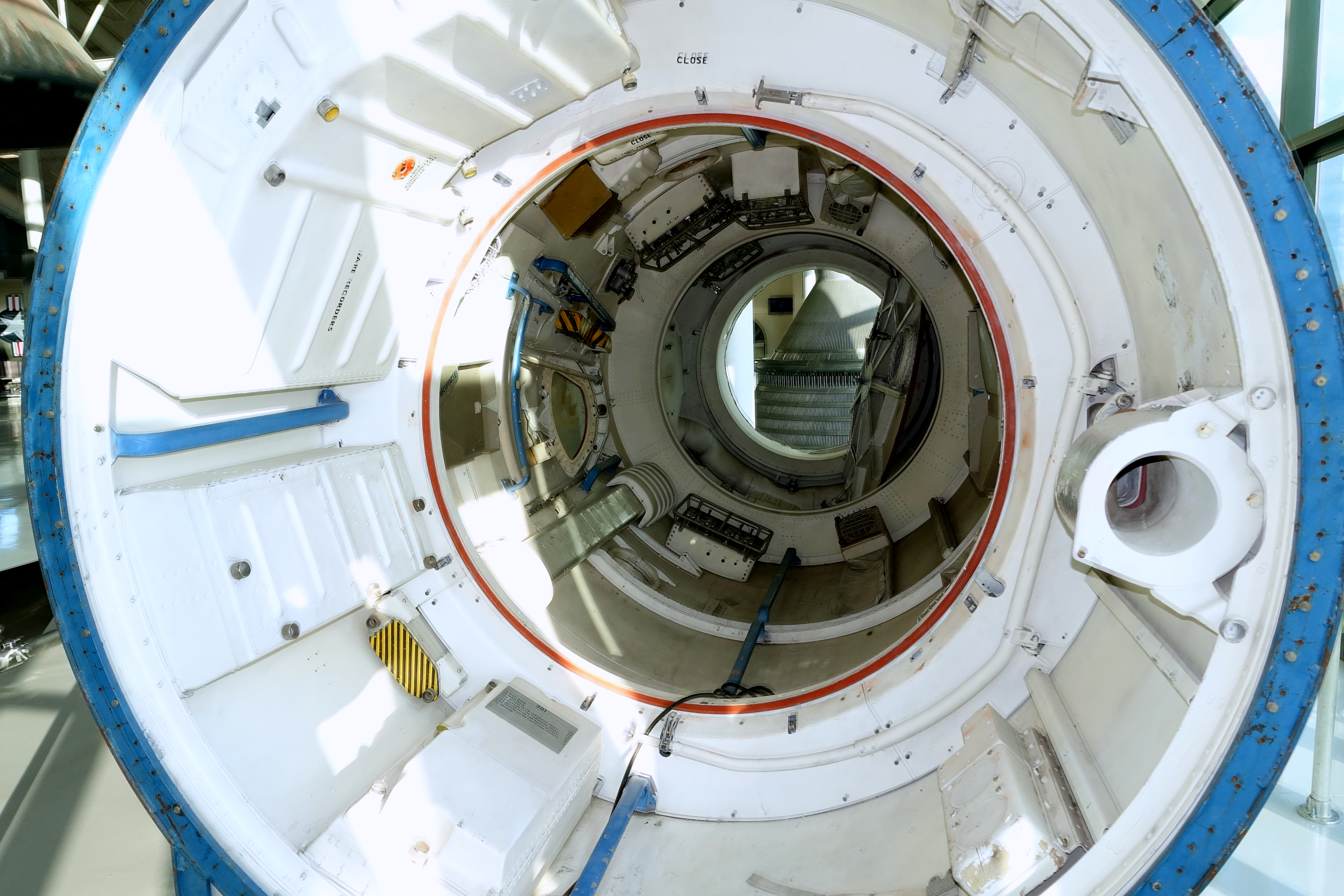
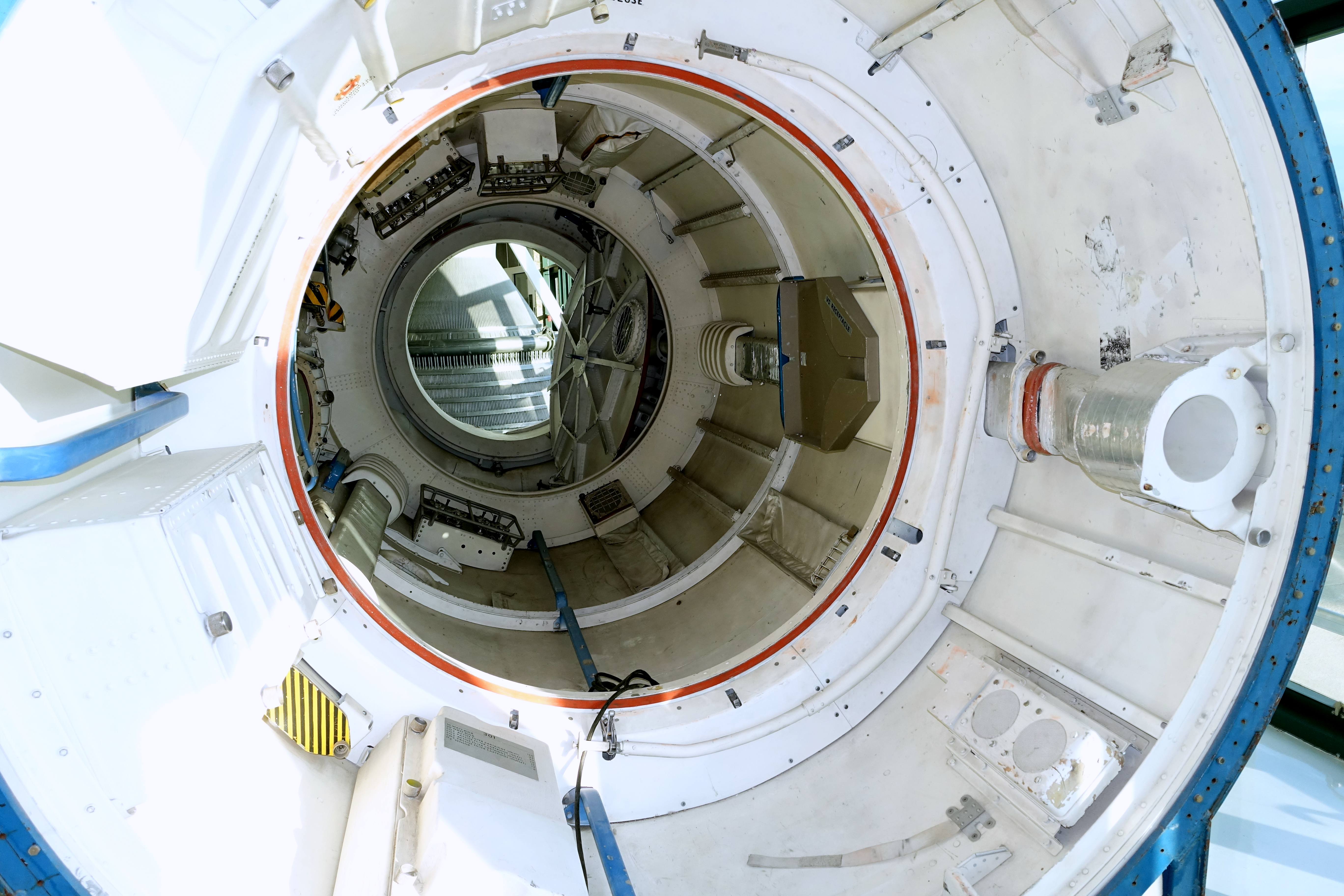

### Adaptador de acoplamiento múltiple
El Adaptador de Acoplamiento Múltiple está en exhibición en el Complejo de Visitantes del Centro Espacial Kennedy.

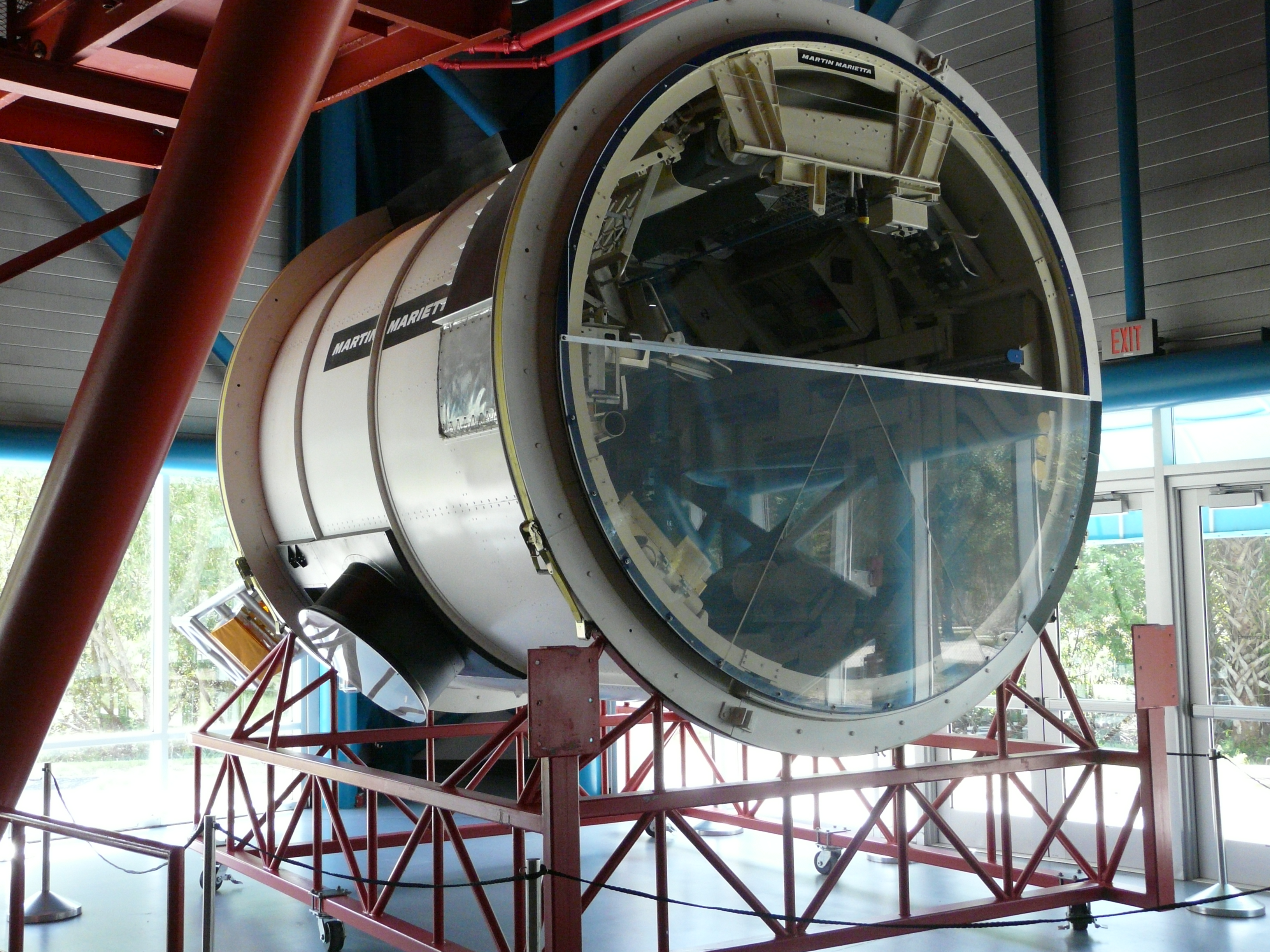
Adaptador de acoplamiento múltiple es el complejo de visitantes del Centro Espacial Kennedy